# 정다면체 대칭
볼록한 정다면체 그룹에 대해 설명한다(이면체 대칭은 종류가 무수히 많으므로 포함하지 않는다. 단, 무한각형 이면체 대칭은 한 가지밖에 없으므로 넣었다). 정다면체는 그룹이 있으며, 아르키메데스의 다면체 또는 정다면체에 해당한다. 고른 타일링도 포함될 수 있는데, 같은 그룹에서 중복되면 안 된다. 각종 8가지의 다면체가 존재한다. 자기쌍대인 정사면체 그룹은 유일하게 6가지가 있고, 나머지 넷중 셋은 정팔면체 대칭이고, 또 다른 하나는 정이십면체 대칭이다.

## 정다면체 대칭군 및 쌍대다면체
다음은 정다면체 대칭군과 그 쌍대다면체이다.
- {3, 3}정사면체 대칭: 정사면체•깎은 정사면체•정팔면체•깎은 정사면체•정사면체•깎은 정팔면체•육팔면체•정이십면체

- {4, 3}정육면체 대칭: 정육면체•깎은 정육면체•육팔면체•깎은 정팔면체•정팔면체•깎은 육팔면체•마름모육팔면체•다듬은 육팔면체

- {5, 3}정십이면체 대칭: 정십이면체•깎은 정십이면체•십이이십면체•깎은 정이십면체•정이십면체•깎은 십이이십면체•마름모십이이십면체•다듬은 십이이십면체

- {6, 3}정육각형 타일링 대칭: 정육각형 타일링•깎은 정육각형 타일링•삼육각형 타일링•정육각형 타일링•정삼각형 타일링•깎은 삼육각형 타일링•마름모삼육각형 타일링•다듬은 삼육각형 타일링

- {4, 4}정사각형 타일링 대칭: 정사각형 타일링•깎은 정사각형 타일링•정사각형 타일링•깎은 정사각형 타일링•정사각형 타일링•깎은 정사각형 타일링•정사각형 타일링•다듬은 정사각형 타일링

- {&, 2}무한각형 이면체 대칭: 무한각형 이면체•깎은 무한각형 이면체•이무한면체•무한 각기둥•무한각 호소헤드론•늘린 삼각형 타일링•무한 각기둥•무한 엇각기둥

- 쌍대 정사면체: 정사면체•삼방사면체•정육면체•삼방사면체•정사면체•사방육면체•마름모십이면체•정십이면체

- 쌍대 정팔면체: 정팔면체•삼방팔면체•마름모십이면체•사방육면체•정육면체•육방팔면체•연꼴이십사면체•오각이십사면체

- 쌍대 정이십면체: 정이십면체•삼방이십면체•마름모삼십면체•오방십이면체•정십이면체•육방이십면체•연꼴육십면체•오각육십면체

- 쌍대 정삼각형 테셀레이션: 정삼각형 타일링•삼방삼각형 타일링•육각마름모타일링•정삼각형 타일링•정육각형 타일링•육방삼각형 타일링•삼육각연꼴타일링•꽃모양 오각형 타일링

- 쌍대 정사각형 테셀레이션: 정사각형 타일링•사방사각형 타일링•정사각형 타일링•사방사각형 타일링•정사각형 타일링•사방사각형 타일링•정사각형 타일링•카이로 오각형 타일링

- 쌍대 정이각형 테셀레이션: 무한각 호소헤드론•이방 무한각 호소헤드론•마름모 무한면체•무한 쌍각뿔•무한각형 이면체•직각 평행 오각형 타일링•무한 쌍각뿔•무한 엇쌍각뿔